# Namibfrankolin
Namibfrankolin (latin: Pternistis hartlaubi) er en fasanfugl, der lever i sydlige Angola og Namibia.